# مراد مغيزرات
مراد مغيزرات (ولد في 7 سبتمبر 1974) هو لاعب كرة قدم مغربي سابق كان يلعب في مركز الهجوم. يعمل حاليًا مساعد مدرب في نادي كويك بويز الهولندي.

## المسيرة مع الأندية
بدأ مراد مغيزرات مسيرته الكروية في أندية تونيجيدو وONA وجي سي و إف سي أوليمبيا، قبل أن ينضم إلى أكاديمية سبيارتا روتردام. انضم إلى الفريق الأول للنادي عام 1996، وشارك لأول مرة في الفريق الأول بتاريخ 31 مايو 1997 كبديل في الشوط الثاني للاعب غريغ برهالتر، في خسارة الفريق 1–3 على أرضه أمام آر كي سي فالفيك.
في موسم 1998–99، أُعير إلى أوتريخت. وفي يناير 2000، انضم على سبيل الإعارة إلى نادي دين بوس الذي كان يصارع من أجل البقاء في الإيرديفيزي. لم يتمكن خلال ذلك الموسم من إنقاذ الفريق من الهبوط. إلا أنه في موسمه الثاني ساهم في صعود الفريق مرة أخرى. تحت قيادة المدرب ويلجان فليت، قدم مغيزرات موسمًا قويًا إلى جانب المهاجم بارت فان دن إيدي. ورغم تألقه، هبط دين بوش مرة أخرى عبر مباريات الملحق.
بعد هبوط دين بوش، وقّع مغيزرات عقدًا لثلاث سنوات مع نادي فيلم تو تيلبورغ. شارك في معظم مباريات الموسم الأول، لكنه خاض مباراتين فقط في موسمه الثاني مع النادي. خلال تلك الفترة، أُعير مرتين إلى نادي إيمن في موسم 2003–04، ثم إلى نادي دين بوش في موسم 2004–05. وفي عام 2005، انتقل بشكل دائم إلى نادي إيمن.
سجل 29 هدفًا في 63 مباراة مع إيمن، ما جعله هدافًا فعالًا، إلا أن النادي قرر عدم تجديد عقده.
في عام 2007، كان قريبًا من التوقيع مع نادي دي إس في ليوبين النمساوي الناشط في الدوري النمساوي الدرجة الأولى. إلا أن مشاكل مالية حالت دون إتمام الصفقة، لينتقل بدلاً من ذلك إلى نادي هاغلانديا الهولندي الهاوي بمدينة رايسفاك.

## المسيرة الدولية
حصل مراد مغيزرات على مشاركة دولية واحدة مع منتخب المغرب، حيث دخل بديلاً في مباراة ودية انتهت بفوز المغرب 3–0 على منتخب توغو بتاريخ 26 نوفمبر 1997.

## المسيرة التدريبية
في يونيو 2016، تولى منصب مساعد مدرب في نادي الهواة ويستلانديا. كما عمل مع فرق الناشئين في ناديه السابق سبارتا روتردام.
في أبريل 2020، تم تعيين مغيزرات مساعدًا جديدًا للمدرب في نادي Quick Boys تحت قيادة المدرب الرئيسي إدوين غرونهولز.